# Акімов Євграф
Акімов Євграф Дмитрович (р.н — р.с. не від.) — комісар Центральної Ради на Чорноморському флоті.
Капітан 2 рангу, учасник Першої Світової війни, комісар Центральної Ради на Чорноморському флоті в 1917 р., комісар Директорії УНР в Морському міністерстві в 1919-20рр., подальша доля не відома.